# پرتسیر
پرتسیر (به آلمانی: Pretzier) یک منطقهٔ مسکونی در آلمان است که در زالتسودل واقع شده‌است. پرتسیر ۱٬۲۷۵ نفر جمعیت دارد.